# Coelometopus clypeatus
Coelometopus clypeatus là một loài bọ cánh cứng trong họ Tenebrionidae. Loài này được F. Germar miêu tả khoa học đầu tiên năm 1813.

## Hình ảnh

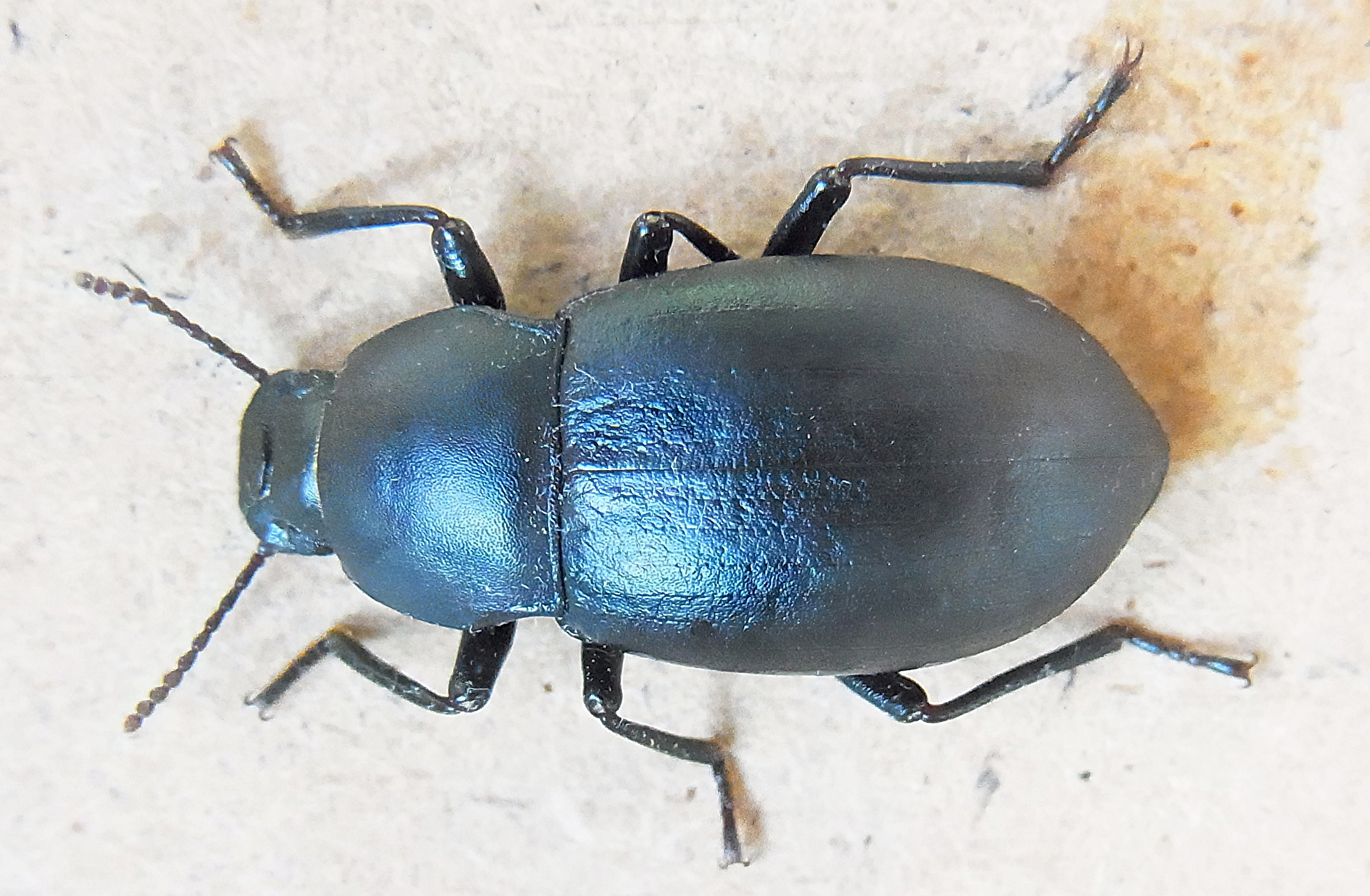
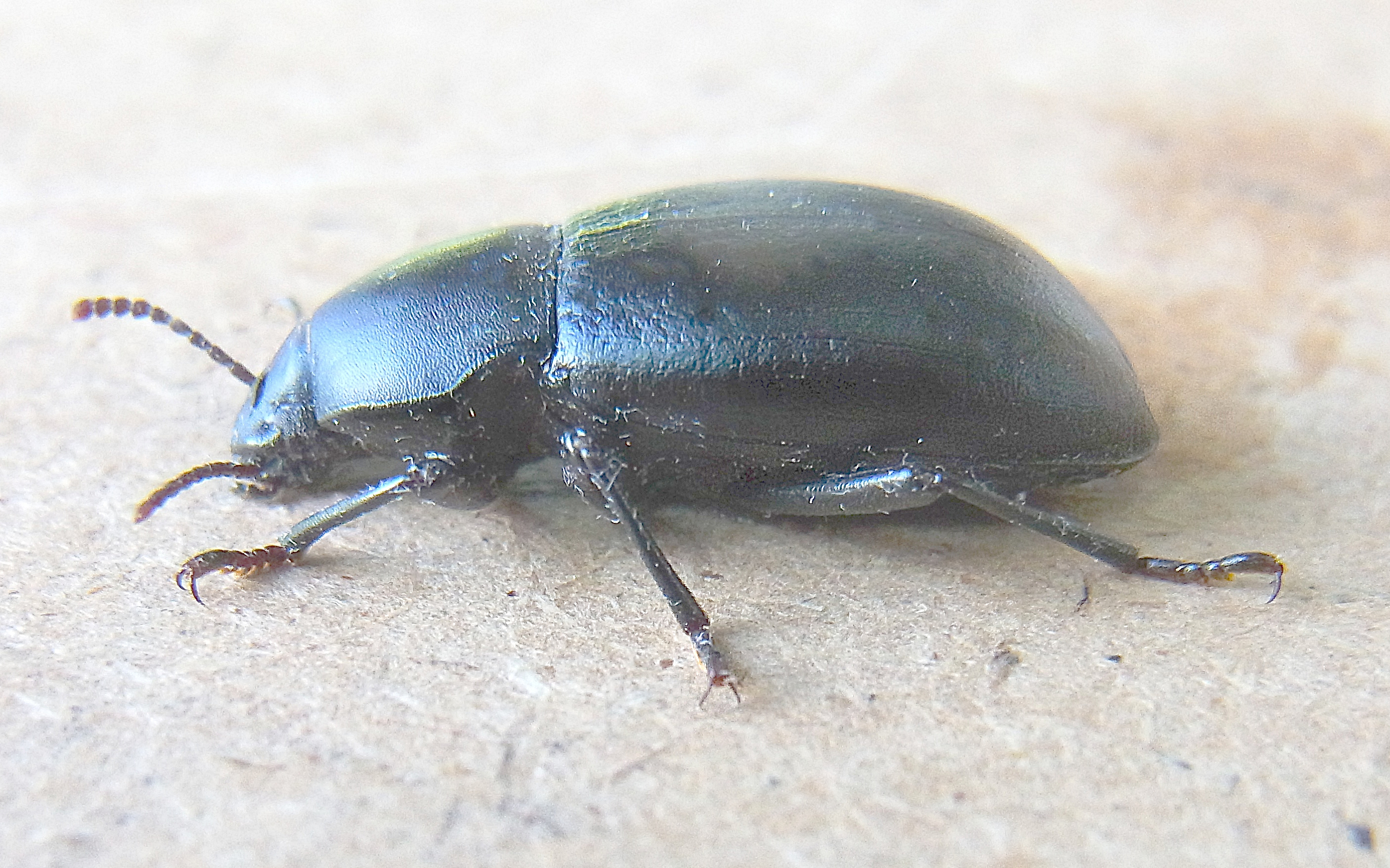
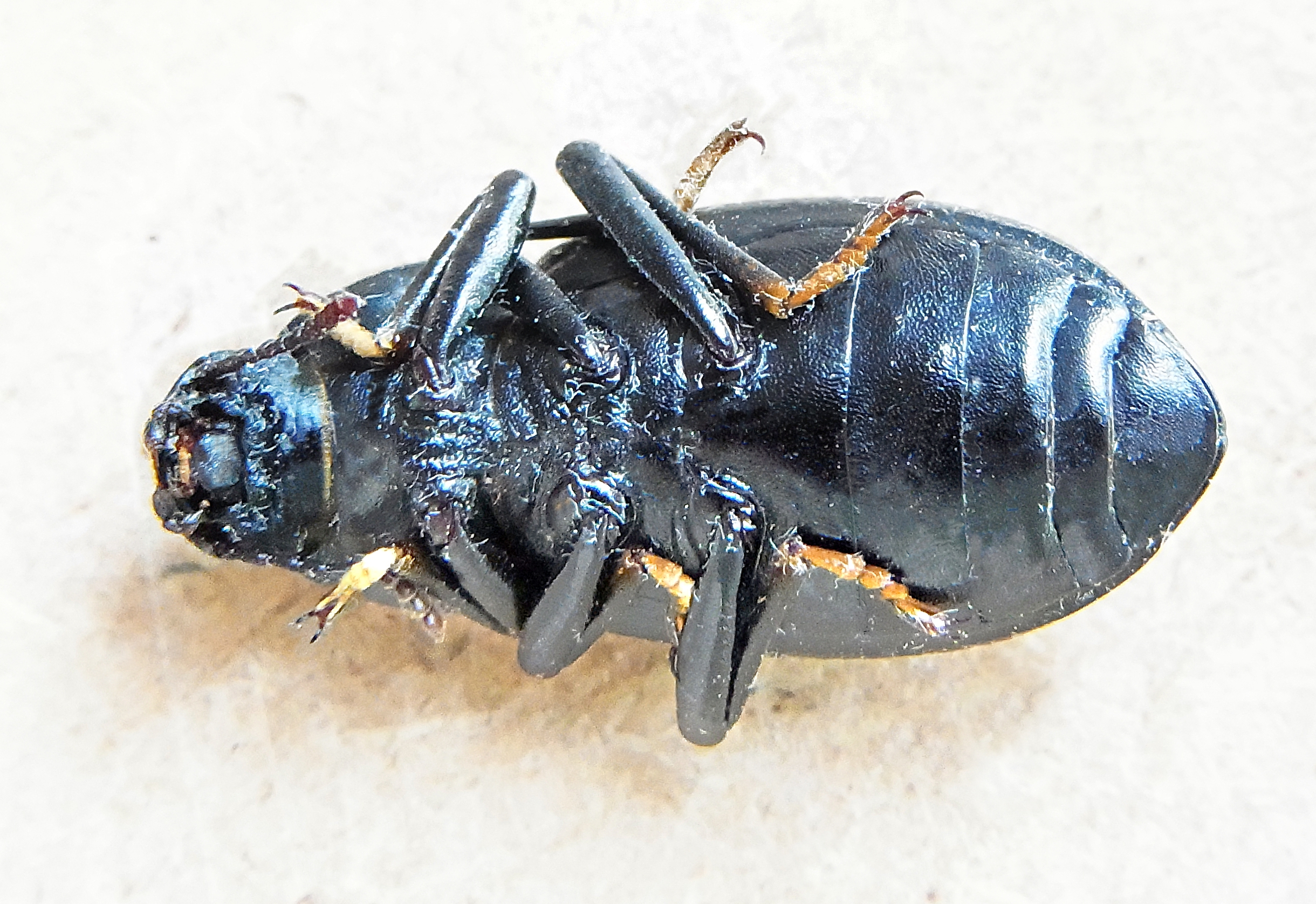
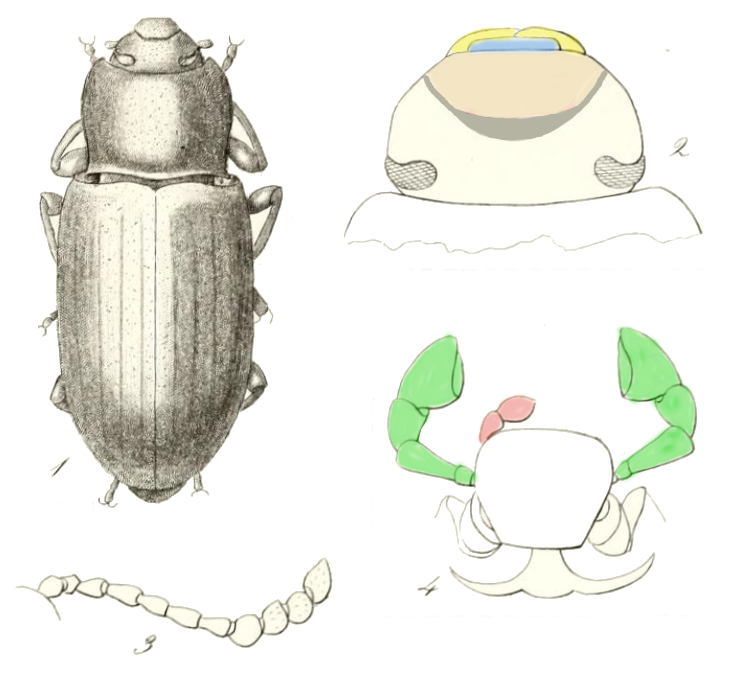